# 1241

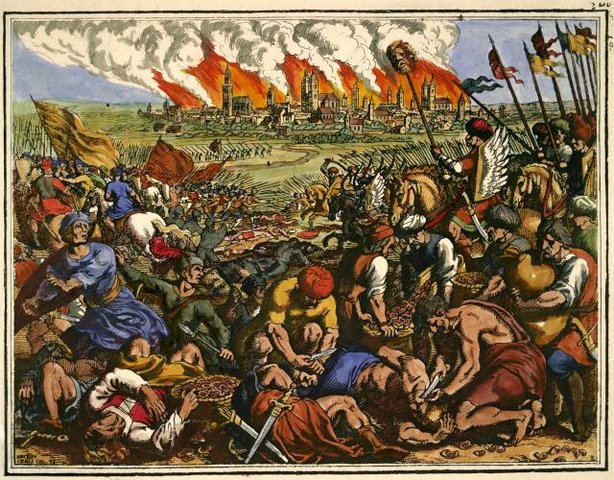
Slag bij Liegnitz

Het jaar 1241 is het 41e jaar in de 13e eeuw volgens de christelijke jaartelling.

## Gebeurtenissen
januari
- januari - De Mongoolse vorst Batu Khan stuurt troepen naar de Poolse steden Lublin en Zawichost.

februari
- februari - Een Mongools leger van ongeveer 10.000 man onder leiding van Orda Khan begint aan de invasie van het Groothertogdom Polen.

maart
- 28 - De Deense koning Waldemar II sterft en wordt opgevolgd door zijn zoon Erik IV

april
- 9 - Slag bij Liegnitz: De Mongolen verslaan een gezamenlijk Pools leger geleid door Hendrik de Vrome, die sneuvelt.
- 11 - Slag bij Mohi: De Mongolen verslaan de Hongaren onder Béla IV. Het Koninkrijk Hongarije komt onder Mongoolse bezetting.
- april - De Mongolen plunderen en verwoesten diverse steden, waaronder Boeda en Pest, Brest, Győr, Krakau Nösen, Oradea en Zagreb. Maar de vesting van Mitra weerstaat hun aanvallen.

mei
- 3 - Slag bij Meloria: Keizer Frederik II, verbonden met de Republiek Pisa, verslaat de Republiek Genua in een zeeslag.

juni
- 24 - Jan I van Dreux wordt samen met Alfons van Poitiers door koning Lodewijk IX van Frankrijk tot ridder geslagen.

september
- 23 - De IJslandse dichter en parlementariër Snorri Sturluson wordt vermoord door opstandelingen tegen de Noorse koning.

december
- 11 - de Grote Ögedei Khan sterft in Karakorum. Zijn dood maakt een eind aan het offensief van de Mongolen.

zonder datum
- Lübeck en Hamburg sluiten een alliantie die geldt als een voorloper van de Hanze.
- Met de oprichting van de Keure van het land van Waas wordt het Waasland een afzonderlijk rechtsgebied, de Kasselrij Waasland.
- Hannover krijgt stadsrechten.
- De Universiteit van Valladolid wordt gesticht.
- stadsbrand in Ieper
- oudst bekende vermelding: Bardejov, Merbes-le-Château, Tongelre, Warschau

## Opvolging
- Dominicanen (magister-generaal): Johannes von Wildeshausen in opvolging van Raymundus van Peñafort
- Duitse Orde: Gerard van Malberg in opvolging van Koenraad I van Thüringen
- Manipur: Chingthaang Laanthaaba opgevolgd door Thingbai Selhongba
- Mongoolse Rijk: Ögedei Khan opgevolgd door zijn vrouw Töregene Khatun als regent
- paus: Gregorius IX opgevolgd door Goffredo Castiglione Celestinus IV
- Polen: Hendrik II opgevolgd door Koenraad I
- Silezië-Breslau - Hendrik II opgevolgd door zijn zoon Bolesław
- Silezië-Lubusz - Hendrik II opgevolgd door zijn zoon Mieszko
- Thüringen: Herman II opgevolgd door zijn oom Hendrik Raspe IV
- Württemberg: Lodewijk III opgevolgd door Ulrich I en Everhard (jaartal bij benadering)

## Afbeeldingen

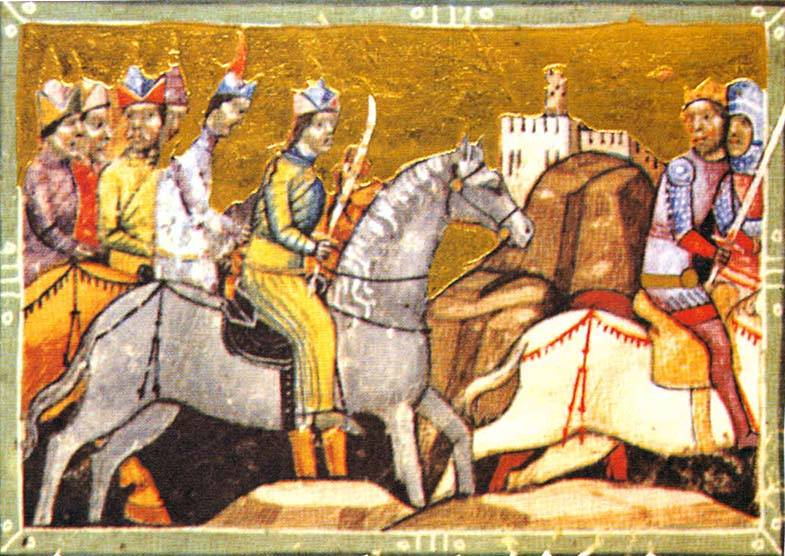
Béla IV vlucht voor de Mongolen na de Slag bij Mohi
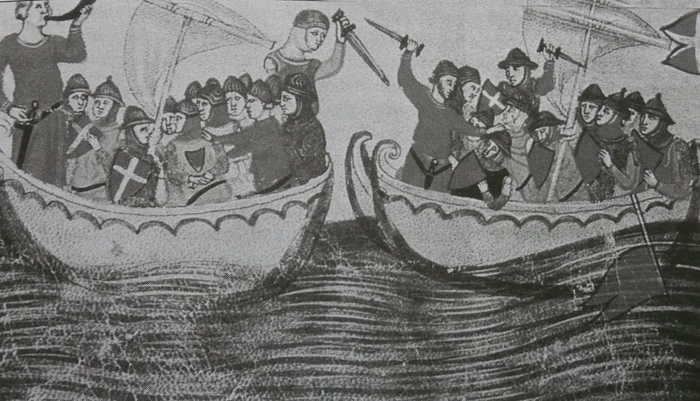
Slag bij Meloria
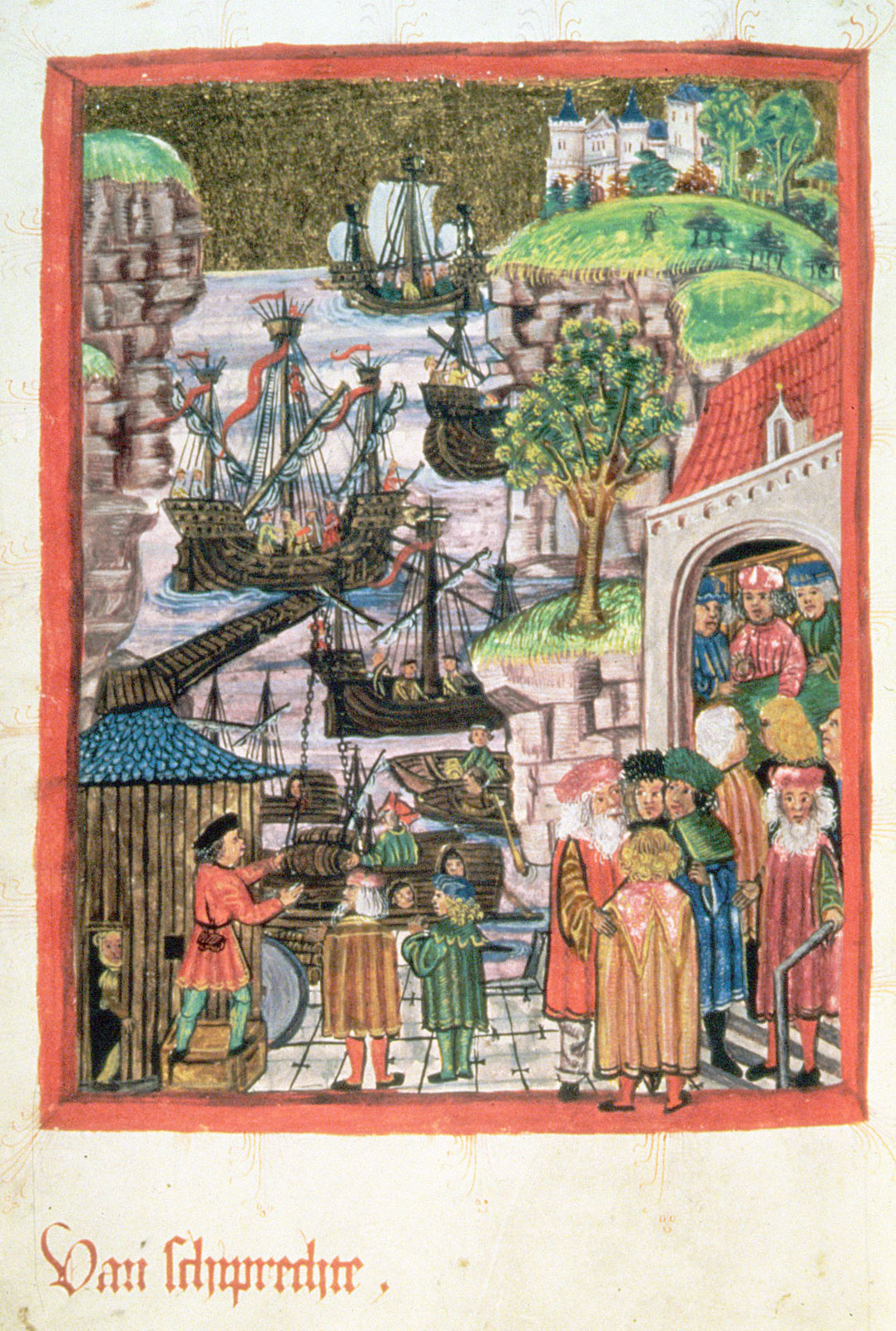
Verdrag tussen Hamburg en Lübeck
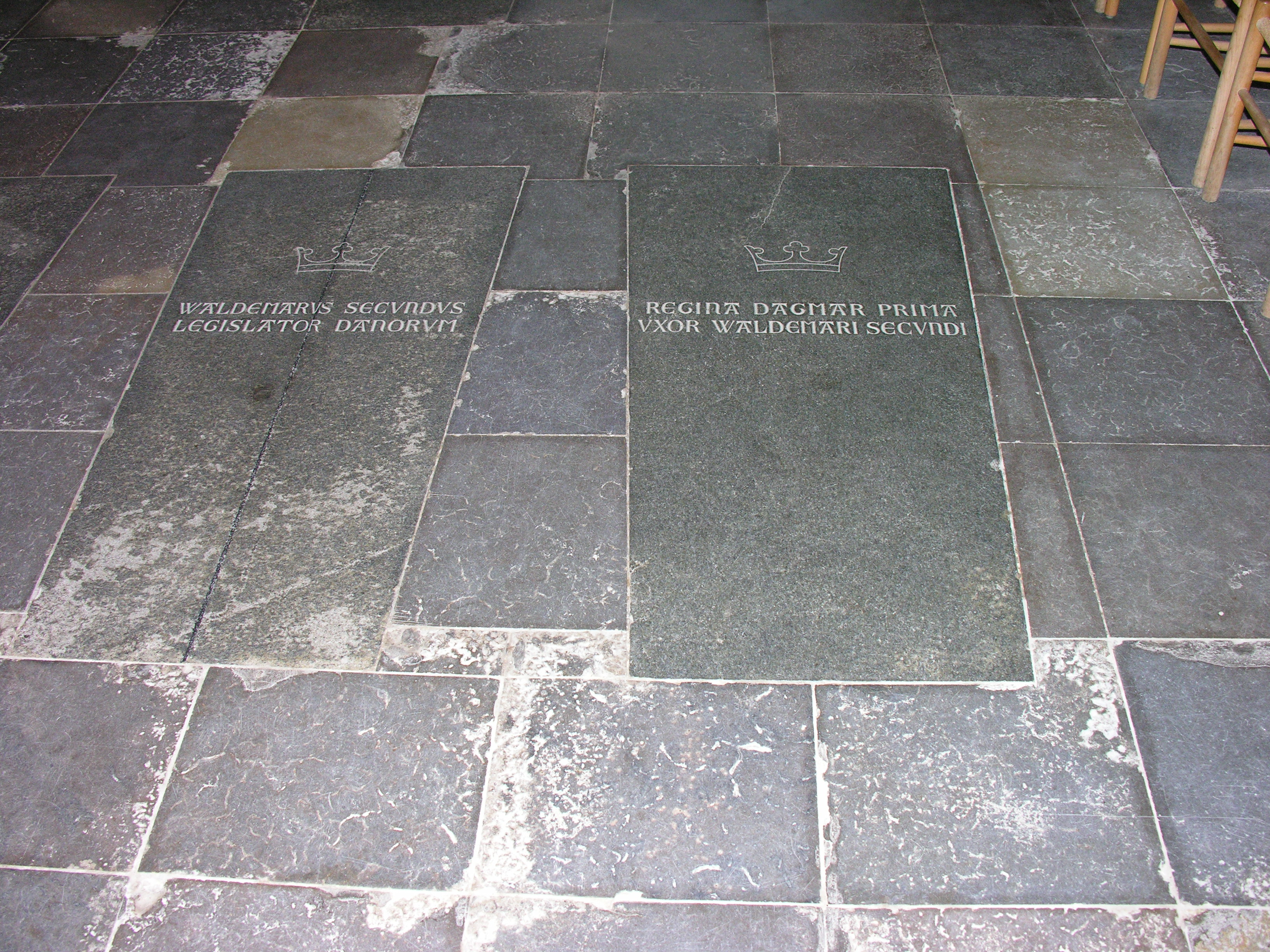
Graf van Waldemar II

## Geboren
- 4 september - Alexander III, koning van Schotland (1249-1286)
- Eleonora van Castilië, echtgenote van Eduard I van Engeland
- Koenraad van Offida, Italiaans monnik (jaartal bij benadering)
- Leszek II, groothertog van Polen (1279-1288) (jaartal bij benadering)

## Overleden
- 3 januari - Herman II (18), landgraaf van Thüringen
- 28 maart - Waldemar II (70), koning van Denemarken (1202-1241)
- 9 april - Hendrik II (~44), groothertog van Polen (1238-1241)
- 10 augustus - Eleonora van Bretagne (~57), Engels prinses
- 22 augustus - Gregorius IX, paus (1227-1241)
- 23 september - Snorri Sturluson (~62), IJslands dichter en staatsman
- 10 november - Celestinus IV, paus (1241)
- 1 december - Isabella Plantagenet (~27), echtgenote van keizer Frederik II
- 11 december - Ögedei (~52), grootkan der Mongolen (1229-1241)
- Balian I Grenier, heer van Sidon
- Fujiwara no Teika (~79), Japans dichter
- Bernardus van Quintavalle, Italiaans monnik (jaartal bij benadering)
- Gijsbert III van Bronckhorst, Gelders edelman (jaartal bij benadering)